# 尹泰榮
尹泰榮（韓語：윤태영，1974年10月3日—），韓國男演員。

## 演出作品

### 電視劇
- 1996年：SBS《浪漫風暴》
- 1999年：MBC《王朝》又譯《铁汉柔情》
- 1999年：KBS《最愛是誰》
- 2000年：SBS《德兒》
- 2000年：SBS《天使的憤怒》
- 2000年：MBC《歡樂跳跳跳》
- 2001年：MBC《每日與你》
- 2001年：MBC《情定大飯店》
- 2001年：MBC《善姬與真姬》飾演 文尚原
- 2001年：MBC《那女人的家》飾演 金興南
- 2002年：SBS《明朗少女成功記》飾演 宋錫九
- 2002年：MBC《馬上馬下》
- 2003年：KBS《青青小草》飾演 車泰滿
- 2003年：KBS《珍珠項鍊》飾演 黃俊赫
- 2006年：KBS《特殊罪案專門調查小組》飾演 金韓洙
- 2007年：MBC《太王四神記》飾演 淵虎凱
- 2009年：MBC《2009外人球團》飾演 吳會城
- 2011年：MBC《深夜醫院》飾演 許浚
- 2013年：MBC《帝王之女守百香》飾演 具天
- 2014年：MBC《更夫日誌》飾演 趙尚憲
- 2014年：KBS《Drama Special－最後的拼圖》飾演 在浩
- 2016年：OCN《鄰家英雄》飾演 尹尚民
- 2023年：SBS《7人的逃脫》飾演 姜起卓
- 2024年：SBS《7人的復活》飾演 姜起卓

### 電影
- 2000年：《天士夢》
- 2005年：《Mr.Socrates》
- 2005年：《強力三班》

## 獲獎
- 2000年：第36屆百想藝術大賞男子新人演技獎(電視演員) - MBC-王朝 又譯鐵漢柔情
- 2002年：第38屆百想藝術大賞TV部門男子人氣獎 MBC-那女人的家
- 2003年：第39屆百想藝術大賞TV部門男子人氣獎 《KBS-青青小草》
- 2011年：MBC演技大賞特別賞 《深夜醫院》

## 外部連結
- 尹泰榮在NAVER上的资料
- 尹泰榮在韩国电影数据库（KMDb）上的資料（韓語）
- 尹泰榮在互联网电影资料库（IMDb）上的資料（英文）
- 尹泰榮在HanCinema的頁面（英文）